# John Tiltman

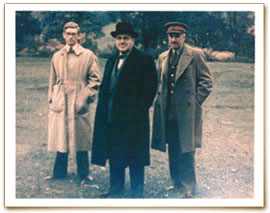
John Tiltman (rechts) mit den britischen Kryptoanalytikern Harry Hinsley (links) und Sir Edward Travis in Washington, D.C. (November 1945)

Brigadegeneral John Hessell Tiltman (* 25. Mai 1894 in London; † 10. August 1982 auf Hawaii) war ein britischer Offizier, Geheimdienst-Mitarbeiter und Kryptoanalytiker. Während des Zweiten Weltkriegs trug er als Chef-Kryptoanalytiker in Bletchley Park wesentlich zur Entzifferung des verschlüsselten geheimen deutschen Nachrichtenverkehrs bei.

## Leben

### Armeedienst im Ersten Weltkrieg

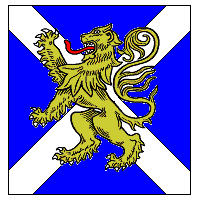
Taktisches Zeichen des Schottischen Regiments

John Tiltmans Eltern stammten beide aus Schottland, er selbst kam in England, in der britischen Hauptstadt London, zur Welt, fühlte sich aber als Schotte. Mit Ausbruch des Ersten Weltkriegs im Jahr 1914 diente Tiltman in einem schottischen Regiment der britischen Armee, den „King’s Own Scottish Borderers“. Er wurde an der Front in Frankreich verwundet und erhielt als Tapferkeitsauszeichnung das „Military Cross“ (deutsch: Militärkreuz).

### Kryptoanalytiker in Indien
Tiltmans Karriere als Kryptoanalytiker begann in der Zeit von 1921 bis 1929, während er im Hauptquartier der britischen Armee in Indien in der Stadt Shimla (damalige Schreibweise: Simla) Dienst tat. Er arbeitete dort erfolgreich in einer kleinen Gruppe von Codeknackern mit, denen es gelang, den diplomatischen Nachrichtenverkehr zu entziffern, den russische Dienststellen aus Moskau in verschlüsselter Form nach Kabul in Afghanistan und nach Taschkent in Usbekistan sendeten. Während dieser Zeit lernte er über das eigentliche Codeknacken hinaus nahezu alle Aspekte der kryptanalytischen Arbeit inklusive des Gebiets der Signals Intelligence (SI) kennen, was auch Abhörtechniken und die Verkehrsanalyse umfasst. Er selbst bezeichnete später diesen Umstand als besonders glückliche und wichtige Erfahrung für sein späteres Wirken.

### Codeknacker in Bletchley Park

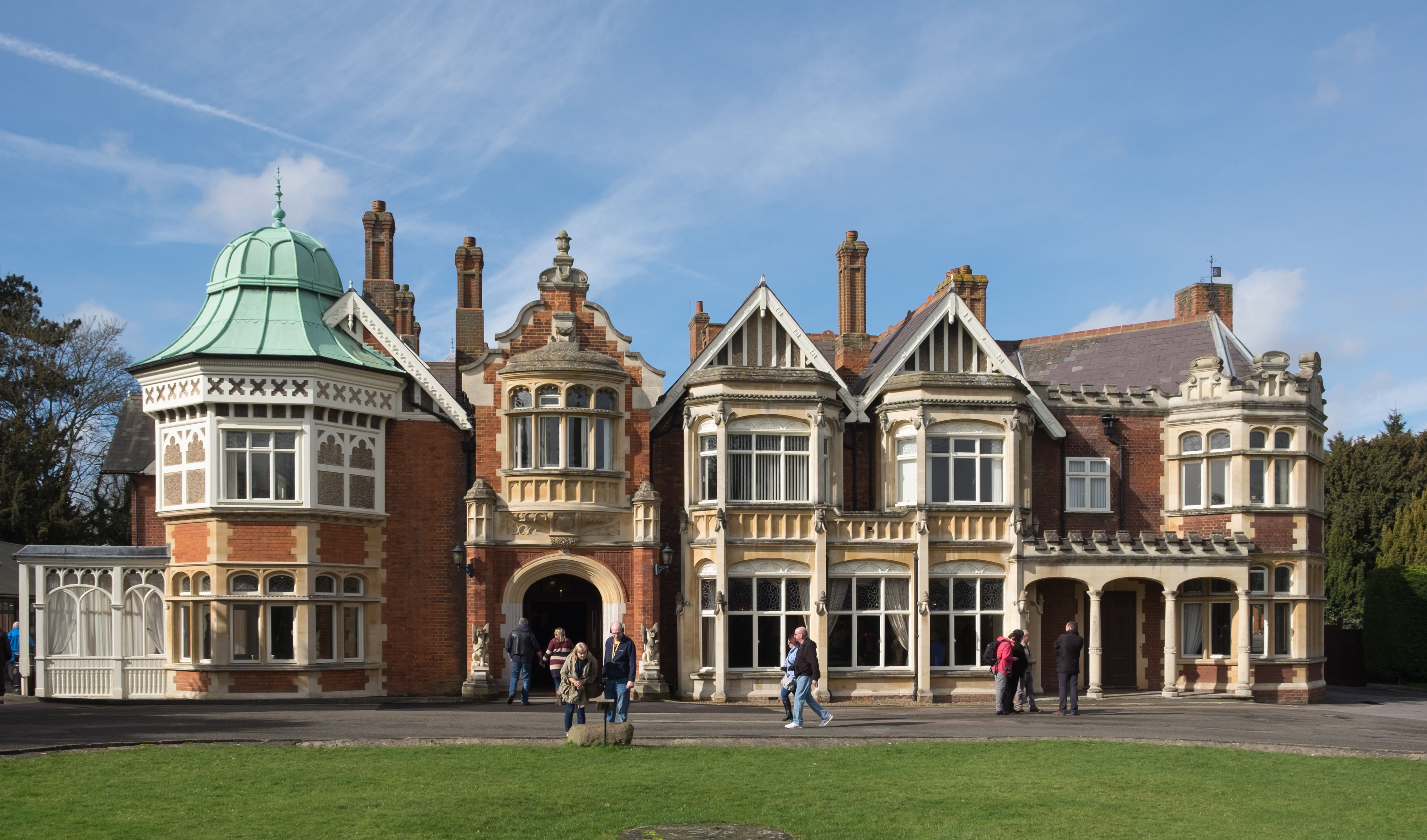
Das Herrenhaus (engl. The mansion) von Bletchley Park war die Zentrale der britischen Codeknacker und ist heute ein Museum

Im darauffolgenden Jahrzehnt war er zunächst als ziviler Angestellter des Kriegsministeriums in der Government Code and Cypher School (Abkürzung: GC&CS; deutsch etwa: „Staatliche Code- und Chiffrenschule“) tätig, bevor er mit dem Dienstgrad Captain (entspricht dem deutschen Dienstgrad Hauptmann) wieder in den aktiven Dienst berufen wurde. Der Name GC&CS war die Tarnbezeichnung der militärischen Dienststelle, die sich im Zweiten Weltkrieg erfolgreich mit der Entzifferung des deutschen Nachrichtenverkehrs befasste.
John Tiltman, der die Kryptanalyse „von der Pike auf“ gelernt hatte, wurde in Bletchley Park als einer der herausragendsten Spezialisten für Handschlüsselverfahren geschätzt. Eine seiner Leistungen war der Bruch eines im deutschen Heer und im Sicherheitsdienst (SD) während des Zweiten Weltkriegs gebrauchten Handschlüssels, genannt „Doppelkastenschlüssel“, der eine Modifikation der im 19. Jahrhundert erfundenen Playfair-Verschlüsselung war.
Tiltman war Leiter der Armeeabteilung („Head of the Army section“) von Bletchley Park, die vor allem Hut Three und Hut Six (Baracke 3 und Baracke 6) umfasste, und unterstand unmittelbar dem Direktor von Bletchley Park, Alastair Denniston. Er übte in seiner Funktion nicht nur wichtige Führungsaufgaben aus, sondern befasste sich darüber hinaus auch erfolgreich mit der Entzifferung maschineller Verschlüsselungsverfahren. Ihm gelang es, die von der Deutschen Reichsbahn benutzte ältere Variante der deutschen Rotor-Schlüsselmaschine Enigma, auch als „Reichsbahn-Enigma“ bekannt, zu brechen. Dieses Verfahren wurde in Bletchley Park nach der frühen Dampflokomotive The Rocket als „Rocket“ (deutsch: Rakete) bezeichnet. Die Reichsbahn-Enigma besaß im Gegensatz zu den militärisch genutzten Enigma-Varianten, wie Enigma I und Enigma-M4, kein Steckerbrett und war daher kryptographisch weniger sicher.
Zusammen mit Bill Tutte arbeitete der damalige Colonel (entspricht dem deutschen Dienstgrad Oberst) John Tiltman auch an der Entzifferung des verschlüsselten deutschen Fernschreibverkehrs, der von den deutschen Stellen mithilfe des Lorenz-Schlüsselzusatz SZ 42 verschlüsselt wurde und dem die britischen Codeknacker den Decknamen „Tunny“ (deutsch: Thunfisch) gegeben hatten. In mühsamer zweiwöchiger Handarbeit glückte ihm bereits im Herbst 1941 die erste Entzifferung zweier mit dem Schlüsselzusatz verschlüsselter deutscher Fernschreibnachrichten. Dabei nutzte er einen fatalen Fehler aus, der einem deutschen Nachrichtensoldaten unterlief, der versehentlich zwei Nachrichten mit demselben Schlüssel chiffrierte. Um dieses deutsche Verschlüsselungsverfahren routinemäßig zu brechen, setzten die britischen Kryptoanalytiker etwas später den ersten programmierbaren elektronischen Digital-Computer der Welt ein, genannt „Colossus“, der noch während des Zweiten Weltkriegs speziell zu diesem Zweck in Bletchley Park entwickelt und gefertigt wurde.
Im Jahr 1944 wurde Tiltman zum Brigadier (entspricht dem deutschen Dienstgrad Brigadegeneral) befördert und zum stellvertretenden Direktor der GC&CS ernannt, die inzwischen von Sir Edward Travis geleitet wurde.

### Nach dem Zweiten Weltkrieg
Nach dem Krieg wurde „The Brig“, wie man John Tiltman in Anspielung auf seinen militärischen Rang respektvoll nannte, stellvertretender Leiter der Government Communications Headquarters (GCHQ). Dies ist die Nachfolgeorganisation der GC&CS, die noch heute als Kryptographie-Behörde des Vereinigten Königreichs existiert, während Bletchley Park inzwischen zum Museum umgewandelt wurde. Im Jahr 1949 wurde Tiltman Verbindungsoffizier (Senior GCHQ Liaison Officer) bei der Army Security Agency (deutsch: Armeesicherheitsbehörde) der Armee der Vereinigten Staaten. Im Jahr 1954 wurde er pensioniert, blieb jedoch der Kryptographie auch weiterhin verbunden. Nachdem ihn sein Freund William Friedman, einer der herausragendsten US-amerikanischen Kryptoanalytiker, dazu inspiriert hatte, beschäftigte sich Tiltman einige Jahre lang mit dem Versuch der Entzifferung des Voynich-Manuskripts, eines geheimnisvollen alten Schriftstücks, das in einer unbekannten Schrift verfasst wurde. Von 1964 bis 1980 wirkte er als Forscher und Berater bei der National Security Agency (NSA), der heutigen Nationalen Sicherheitsbehörde der USA.
John Tiltman verbrachte sechzig Jahre seines Lebens an der Front der kryptologischen Forschung und Entwicklung. Angefangen bei manuellen Verschlüsselungsverfahren des frühen zwanzigsten Jahrhunderts, wie dem Doppelkastenverfahren, über Rotor-Verschlüsselungsmaschinen, wie der Enigma und dem Lorenz-Schlüsselzusatz, bis hin zu modernen kryptographischen Methoden der NSA umfasste seine Lebensspanne eine breite Palette der Kryptographie, der Kryptanalyse und der Signals Intelligence, wie es kaum einem anderen Kryptologen vergönnt war.
Im Jahr 1980 zog John Tiltman nach Hawaii, um in der Nähe seiner Tochter Tempe Denzer zu sein. Er starb dort am 10. August 1982 im Alter von 88 Jahren.

## Postume Ehrung

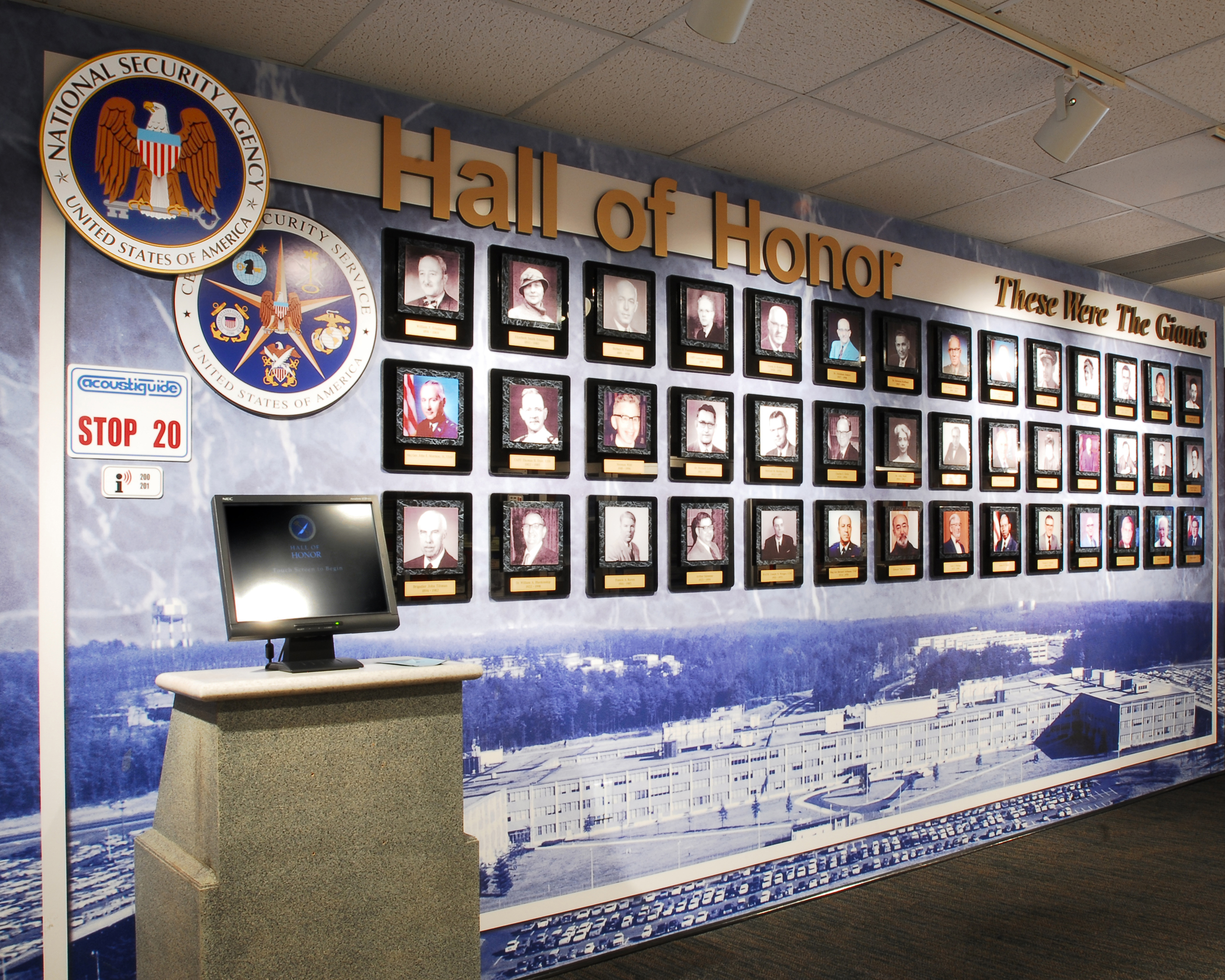
John Tiltman in der Bildergalerie der Hall of Honor (untere Reihe ganz links)

Am 1. September 2004 wurde Brigadegeneral John Tiltman in die Hall of Honor (deutsch: Ehrenhalle) der National Security Agency aufgenommen. Die Besonderheit dieser postumen Auszeichnung wird durch die Tatsache unterstrichen, dass er als erster Nicht-US-Amerikaner in dieser Form geehrt wurde.